# アンドヴァラナウト
アンドヴァラナウト（欧字名:Andvaranaut、2018年2月21日 - ）は、日本の競走馬。2021年のローズステークスの勝ち馬である。
馬名の意味は、北欧のニーベルンゲン伝説に登場する指輪。

## 戦績

### 2歳（2020年）
11月21日阪神の2歳新馬戦（芝1600m）でデビュー。中団追走から直線で懸命に追い上げるもレゾンドゥスリールの2着に敗れる。続く12月20日阪神の2歳未勝利戦（芝1800m）でも2着に惜敗し、2歳シーズンを終える。

### 3歳（2021年）
4月25日阪神の3歳未勝利（芝1600m）で復帰。好位追走から直線で鋭く脚を伸ばすと最後は後続に2馬身差をつけ、3戦目で初勝利を果たす。6月5日中京の3歳上1勝クラス（芝1600m）では道中軽快に逃げるも最後の直線でプログノーシスにかわされて2着。8月1日新潟の出雲崎特別では好位追走から直線で鮮やかに抜け出して快勝、2勝目をマークする。格上挑戦となった9月19日のローズステークスでは道中好位の後ろでレースを進めると最後の直線で逃げ粘るエイシンヒテンを差し切り、重賞初制覇を果たすとともに秋華賞への優先出走権を獲得した。迎えた本番の秋華賞は道中5番手から直線では内から伸び、アカイトリノムスメ、ファインルージュの決め手に屈したものの3着に入った。

### 4歳（2022年）
4歳初戦として、GIII愛知杯に出走。1番人気で迎えたレースでは、スタート決め好位で勝機をうかがうも直線追われてから反応せず11着に大敗した。鞍上の松山弘平は「道中は好位でためるイメージ通りのレースができた。それにしても、ラストで脚を使えませんでした。支持してもらったのに、申し訳ないです」とコメントした。
続いて、4月9日のGII阪神牝馬ステークスに出走。レース直前にアカイトリノムスメが競走除外となり、1番人気でレースを迎えた。逃げるクリスティを見ながら好位の内を追走。最後の直線で脚を伸ばし、先に抜け出した勝ち馬メイショウミモザに迫ったが半馬身及ばず2着に敗れた。5月15日のGIヴィクトリアマイルでは道中中団で待機するも直線で伸びを欠いて14着と大敗を喫する。秋に入り、10月15日のGII府中牝馬ステークスは中団から脚を伸ばして3着と好走したが、11月13日のGIエリザベス女王杯は見せ場なくブービーの17着に沈んだ。

### 5～6歳（2023～2024年）
5歳時も愛知杯を初戦に4戦出走したが、阪神牝馬ステークスでの5着が最高で勝利はなかった。
クラブ規定で3月までの引退が決まっていた6歳初戦は京都金杯となり、武豊が騎乗したが10着と敗れた。その後、右第1指節種子骨の骨折が判明し、全治9か月以上の診断が下ったことで、残り1走を予定していたが現役続行を断念し引退が決定した。2024年1月11日付でJRAの競走馬登録を抹消された。引退後は北海道安平町のノーザンファームで繁殖牝馬として供用される。

## 競走成績
以下の内容は、JBISサーチおよびnetkeiba.comに基づく。
| 競走日     | 競馬場 | 競走名           | 格   | 距離（馬場）  | 頭 数 | 枠 番 | 馬 番 | オッズ （人気） | 着順 | タイム （上り3F） | 着差 | 騎手        | 斤量 [kg] | 1着馬（2着馬）       | 馬体重 [kg] |
| ---------- | ------ | ---------------- | ---- | ------------- | ----- | ----- | ----- | --------------- | ---- | ----------------- | ---- | ----------- | --------- | -------------------- | ----------- |
| 2020.11.21 | 阪神   | 2歳新馬          |      | 芝1600m（良） | 8     | 7     | 7     | 003.10（2人）   | 02着 | R1:35.7（33.4）   | -0.2 | 0福永祐一   | 54        | レゾンドゥスリール   | 428         |
| 0000.12.20 | 阪神   | 2歳未勝利        |      | 芝1800m（良） | 16    | 6     | 12    | 003.00（2人）   | 02着 | R1:47.2（35.1）   | -0.2 | 0福永祐一   | 54        | タガノディアーナ     | 428         |
| 2021.04.25 | 阪神   | 3歳未勝利        |      | 芝1600m（良） | 18    | 6     | 12    | 001.70（1人）   | 01着 | R1:33.4（34.2）   | -0.3 | 0福永祐一   | 54        | （ヘアケイリー）     | 438         |
| 0000.06.05 | 中京   | 3歳上1勝クラス   |      | 芝1600m（良） | 16    | 1     | 1     | 004.90（2人）   | 02着 | R1:33.4（35.4）   | -0.5 | 0福永祐一   | 52        | プログノーシス       | 438         |
| 0000.08.01 | 新潟   | 出雲崎特別       | 1勝  | 芝2000m（良） | 18    | 4     | 7     | 001.70（1人）   | 01着 | R1:58.2（34.3）   | -0.2 | 0福永祐一   | 52        | （ダノンドリーマー） | 434         |
| 0000.09.19 | 中京   | ローズS          | GII  | 芝2000m（良） | 18    | 6     | 12    | 005.80（4人）   | 01着 | R2:00.0（33.8）   | -0.2 | 0福永祐一   | 54        | （エイシンヒテン）   | 436         |
| 0000.10.17 | 阪神   | 秋華賞           | GI   | 芝2000m（良） | 16    | 5     | 9     | 007.30（3人）   | 03着 | R2:01.4（36.1）   | -0.2 | 0福永祐一   | 55        | アカイトリノムスメ   | 432         |
| 2022.01.15 | 中京   | 愛知杯           | GIII | 芝2000m（良） | 16    | 3     | 6     | 002.90（1人）   | 11着 | R2:01.6（35.1）   | -0.6 | 0松山弘平   | 55        | ルビーカサブランカ   | 448         |
| 0000.04.09 | 阪神   | 阪神牝馬S        | GII  | 芝1600m（良） | 12    | 2     | 2     | 003.10（1人）   | 02着 | R1:32.9（34.2）   | -0.1 | 0福永祐一   | 55        | メイショウミモザ     | 444         |
| 0000.05.15 | 東京   | ヴィクトリアM    | GI   | 芝1600m（良） | 18    | 7     | 15    | 016.40（7人）   | 14着 | R1:33.1（33.8）   | -0.9 | 0福永祐一   | 55        | ソダシ               | 434         |
| 0000.10.15 | 東京   | 府中牝馬S        | GII  | 芝1800m（良） | 15    | 1     | 1     | 008.30（3人）   | 03着 | R1:44.7（33.8）   | -0.2 | 0福永祐一   | 54        | イズジョーノキセキ   | 448         |
| 0000.11.13 | 阪神   | エリザベス女王杯 | GI   | 芝2200m（重） | 18    | 4     | 8     | 016.20（9人）   | 17着 | R2:17.3（39.3）   | -4.3 | 0R.ムーア   | 56        | ジェラルディーナ     | 450         |
| 2023.01.14 | 中京   | 愛知杯           | GIII | 芝2000m（重） | 15    | 5     | 8     | 018.30（8人）   | 09着 | R2:04.7（34.8）   | -1.6 | 0D.イーガン | 56        | アートハウス         | 452         |
| 0000.04.08 | 阪神   | 阪神牝馬S        | GII  | 芝1600m（稍） | 12    | 7     | 10    | 024.80（7人）   | 05着 | R1:34.3（33.6）   | -0.4 | 0吉田隼人   | 55        | サウンドビバーチェ   | 454         |
| 0000.05.14 | 東京   | ヴィクトリアM    | GI   | 芝1600m（良） | 16    | 2     | 4     | 120.3（13人）   | 11着 | R1:33.0（33.5）   | -0.8 | 0吉田隼人   | 56        | ソングライン         | 446         |
| 0000.10.14 | 東京   | 府中牝馬S        | GII  | 芝1800m（良） | 13    | 6     | 9     | 018.70（7人）   | 06着 | R1:46.4（33.3）   | -0.3 | 0鮫島克駿   | 55        | ディヴィーナ         | 452         |
| 2024.01.06 | 京都   | 京都金杯         | GIII | 芝1600m（良） | 18    | 5     | 10    | 018.00（9人）   | 10着 | R1:34.8（35.7）   | -1.0 | 0武豊       | 55.5      | コレペティトール     | 464         |

## 血統表
| アンドヴァラナウトの血統      | アンドヴァラナウトの血統              | アンドヴァラナウトの血統   | （血統表の出典）           | （血統表の出典）  |
| 父系                          | ミスタープロスペクター系              | ミスタープロスペクター系   | ミスタープロスペクター系   | [ § 2 ]           |
| 父 キングカメハメハ 2001 鹿毛 | 父の父Kingmambo 1990 鹿毛             | Mr. Prospector             | Raise a Native             | Raise a Native    |
| 父 キングカメハメハ 2001 鹿毛 | 父の父Kingmambo 1990 鹿毛             | Mr. Prospector             | Gold Digger                |                   |
| 父 キングカメハメハ 2001 鹿毛 | 父の父Kingmambo 1990 鹿毛             | Miesque                    | Nureyev                    | Nureyev           |
| 父 キングカメハメハ 2001 鹿毛 | 父の父Kingmambo 1990 鹿毛             | Miesque                    | Pasadoble                  |                   |
| 父 キングカメハメハ 2001 鹿毛 | 父の母*マンファス Manfath 1991 黒鹿毛 | *ラストタイクーン          | *トライマイベスト          | *トライマイベスト |
| 父 キングカメハメハ 2001 鹿毛 | 父の母*マンファス Manfath 1991 黒鹿毛 | *ラストタイクーン          | Mill Princess              |                   |
| 父 キングカメハメハ 2001 鹿毛 | 父の母*マンファス Manfath 1991 黒鹿毛 | Pilot Bird                 | Blakeney                   | Blakeney          |
| 父 キングカメハメハ 2001 鹿毛 | 父の母*マンファス Manfath 1991 黒鹿毛 | Pilot Bird                 | The Dancer                 |                   |
| 母 グルヴェイグ 2008 黒鹿毛   | 母の父ディープインパクト 2002 鹿毛    | *サンデーサイレンス        | Halo                       | Halo              |
| 母 グルヴェイグ 2008 黒鹿毛   | 母の父ディープインパクト 2002 鹿毛    | *サンデーサイレンス        | Wishing Well               |                   |
| 母 グルヴェイグ 2008 黒鹿毛   | 母の父ディープインパクト 2002 鹿毛    | *ウインドインハーヘア      | Alzao                      | Alzao             |
| 母 グルヴェイグ 2008 黒鹿毛   | 母の父ディープインパクト 2002 鹿毛    | *ウインドインハーヘア      | Burghclere                 |                   |
| 母 グルヴェイグ 2008 黒鹿毛   | 母の母エアグルーヴ 1993 鹿毛          | *トニービン                | *カンパラ                  | *カンパラ         |
| 母 グルヴェイグ 2008 黒鹿毛   | 母の母エアグルーヴ 1993 鹿毛          | *トニービン                | Severn Bridge              |                   |
| 母 グルヴェイグ 2008 黒鹿毛   | 母の母エアグルーヴ 1993 鹿毛          | ダイナカール               | *ノーザンテースト          | *ノーザンテースト |
| 母 グルヴェイグ 2008 黒鹿毛   | 母の母エアグルーヴ 1993 鹿毛          | ダイナカール               | シャダイフェザー           |                   |
| 母系(F-No.)                   | パロクサイド(GB)系(FN:8-f)            | パロクサイド(GB)系(FN:8-f) | パロクサイド(GB)系(FN:8-f) | [ § 3 ]           |
| 5代内の近親交配               | Northern Dancer 5×5×5                 | Northern Dancer 5×5×5      | Northern Dancer 5×5×5      | [ § 4 ]           |
| 出典                          | 1. 2. 3. 4.                           | 1. 2. 3. 4.                | 1. 2. 3. 4.                | 1. 2. 3. 4.       |

- 母グルヴェイグは2012年のマーメイドステークス勝ち馬。
- 祖母は優駿牝馬・天皇賞（秋）等を勝ち、1997年JRA賞年度代表馬に選ばれたエアグルーヴ、3代母ダイナカールも優駿牝馬勝ち馬である。